# Municipio de Acolman
El municipio de Acolman (del nahuatl: Ācōlmān) es un municipio metropolitano del Estado de México, integrante de la Zona Metropolitana del Valle de México, en el centro de la República Mexicana. Su cabecera municipal es el pueblo de Acolman de Nezahualcóyotl, aunque la localidad más poblada es Tepexpan. Es uno de los nueve municipios que integran la Región Ecatepec y está localizado dentro de la Altiplanicie pulquera mexiquense o Valle de Teotihuacán.
Fue declarado Pueblo con Encanto por el Gobierno del Estado de México, el día 29 de octubre del 2009.

## Toponimia
Existen varias interpretaciones, la que se acerca al glifo del actual municipio es la de Olaguíbel que procede de atl, agua, coltic, casa torcida y maitl, mano; es decir, "agua que se torció con la mano". 

## Geografía
El municipio de Acolman se encuentra en la zona norte-centro del estado de México. Colinda, al norte, con los municipios de Teotihuacán y Tecámac; al sur, con Chiautla, Tezoyuca y Atenco; al oeste, con Ecatepec, y al este, con Tepetlaoxtoc. Se encuentra a 100.7 kilómetros de la capital del estado, y es vecino cercano de Tezoyuca y de Chiautla.
Tiene gracias una superficie de 86.88 kilómetros cuadrados, que representan el 0.41 por ciento del total estatal.
Estadio
acolman cuenta con un estadio de fútbol con vestidores y gradas en una banda.

### Flora
Existen bosques con árboles como pirul, mezquite, trueno, fresno, eucalipto, pino, huizache, capulín, alcanfor. También cuenta con flora silvestre, como epazote, chicalote, jaramago, sábila, mirto, nopal, maguey, biznaga, organillo, quintonil. Una gran variedad de flores, como cano, girasol, gigantón, rosilla, violeta, campanilla, alcatraz, llamarada, clavel, gladiola, nube, tanto como infinidad de hiedra, nochebuena, bugambilia, crisantemo, azucena, musgo, nardo, ya que el municipio tiene el clima propicio para su proliferación.

### Fauna
Está compuesta por perro conejo, tlacuache, ardilla, zorrillo y tuza. En menos cantidades, el camaleón, la víbora verde, el cincuate y el escorpión. Variedades de lagartijas, chapulín, libélulas, zacatón, moscas picadoras y mosca de campo, hormigas, tarántulas, araña capulina, escorpión, jicote, luciérnagas y aves como huitlacoche, colibrí, tórtola, verdugo, azulejo, gorrión, tordo,  zopilote y urraca.

## Historia
- siglo XIII: fundación de Acolman.
- siglo XIV,: Acolman quedó como tributario de Texcoco.
- 1519: a la llegada de los españoles a esta zona del Nuevo Mundo, en Acolman gobernaba Xocoyotzin.
- 1539-1560: construcción del monasterio.
- 1587: el Papa Sixto V concedió a fray Diego de Soria, encargado del Monasterio de Acolman, permiso para realizar unas misas llamadas de "aguinaldos", del 16 al 24 de diciembre, y estas fueron el origen de las posadas; para hacerlas más atractivas, se inventaron las piñatas, todo esto con los misioneros agustinos.
- 1629: se registró una inundación, y el monasterio agustino quedó anegado.
- 1763: se presenta otra inundación.
- 1772: sufre el monasterio otra inundación, la cual provocó el total abandono del templo.
- 1877, a partir del 6 de septiembre se ordenó que el municipio se llamara Acolman de Nezahualcóyotl.
- 1933, el templo y el exconvento son declarados monumentos nacionales.
- 1968, Por el municipio de Acolman pasó el atleta que portaba la antorcha olímpica de México 68.

## Gobierno

### Presidentes municipales
- Pablo Rosas	1866
- José Antonio Juárez 1867
- Pedro Enciso y G.	1868
- Teófilo Chanes	1869
- Eligio Juárez	1870
- E. Sánchez	1871-1872
- Cipriano Espinoza	1873
- Feliciano Muñoz	1874
- Luis Cuevas	1875
- Juan Rodríguez	1875
- José Antonio Chanes, Valentín González y
- Cipriano Espinoza.	1876
- Francisco Pineda	1877
- José Reyes y Miguel W. Villaseca	1878
- Macario Salazar y Nicolás González	1879
- Cipriano Espinoza y M. Villaseca	1880
- Braulio Badillo y Luis Hernández	1881
- Jacinto Rodríguez	1882 - 1884
- Emeterio Espinoza	1885 - 1887
- Jacinto Rodríguez	1888 - 1890
- José Ma. Zarazúa	1891
- Cesáreo Olvera	1892 - 1894
- Anselmo Alba	1895
- Cesáreo Alba	1896
- Emeterio Espinoza	1899
- Eligio Juárez	1900
- Urbano Hernández	1901 - 1910
- Marino Reyes	1911 - 1913
- Matilde Rodríguez	1914
- Gregorio Muñoz y Pedro López	1914
- Leonilo Mendoza, Matías Zarazúa y Celso López	1915-1916
- Vicente Cerón y Agustín Rivero	1916
- Celso López y Matías Zarazúa	1918
- Encarnación Muñoz	1919
- Leonilo Mendoza	1920
- Brígido Cerón	1921
- Leonilo Mendoza	1923
- Florencio Vargas	1924
- Cipriano Aguilar	1925
- Leonilo Mendoza	1926
- Agustín Rivero	1927
- Amador Espinoza	1927
- Joaquín Lozano	1928 - 1929
- Amador Espinoza	1930 - 1931 PNR
- Vicente Mejía	1932 - 1933 PNR
- Pastor Lozano	1934 - 1935 PNR
- Pablo Rosas	1936 - 1937 PNR
- Gregorio Cuevas	1938 - 1939 PRM
- Marcelino Moncayo	1939 - 1940 PRM
- Pastor Lozano	1940-1942 PRM
- Gregorio Cuevas	1943-1945 PRM
- Benjamín García	1946-1948 PRI
- Ricardo Fuentes	1949-1951 PRI
- Betuel Sánchez	1952-1954 PRI
- Eduardo Roldán	1955-1957 PRI
- Francisco Rivas Muñoz	1957-1958 PRI
- Ma. Guadalupe Zavala de Martínez	 1959-1960 PRI
- Luis Rodríguez R.	1960-1963 PRI
- Jorge Cruz Juárez	1963-1966 PRI   (Nació 28 de agosto de 1913 y Falleció en 1982)
- Francisco Fernández Badillo 1966-1969 PRI
- Mariano Redonda Martínez	1969-1972 PRI
- Leopoldo Juárez García	1972-1975 PRI
- Josefina Pérez de Fuentes	1975-1978 PRI
- Romualdo Mejía Venegas	1978-1981 PRI
- Raúl Fabián Martínez Flores	1981-1984 PRI
- Pedro Lauro López Valencia	1984-1987 PRI
- Mario González Reyes	1987-1990 PRI
- Óscar Sánchez Joan	1990-1993 PRI
- José Rubén Martínez Flores	 1993-1996 PRI
- Juan Martín Ramírez	1996 PRI
- José Antonio Saavedra Coronel	1996-2000 PRD
- Rigoberto Cortés Melgoza 2000-2003 PRD
- José Antonio Saavedra Coronel (2003-2006) PRD
- Darío Zacarías Capuchino (2006-2009) PRI
- Roberto Sánchez Campos (2009-2012) PRI
- Vicente Anaya Aguilar(2012-2015) PRI
- Darío Zacarías Capuchino (2016-2019) PRI
- Rigoberto Cortés Melgoza (2019-2023) MORENA
- Blanca Guadalupe Sánchez Osorio (2023-presente) MORENA

## Infraestructura

### Transporte
Se puede llegar hasta el municipio de Acolman desde la Ciudad de México tomando la autopista México - Pachuca y en el transcurso de 35 km se encuentra la desviación hacia la carretera México – Tulancingo que nos conduce para entrar al poblado de San Agustín Acolman. En transporte público se puede llegar por Ciudad Azteca, tomando el Mexibús hasta la estación Central de Abasto, en donde se encuentra una ruta de camionetas que en 20 minutos llegan al municipio.
Desde la Ciudad de México toma la avenida de los Insurgentes con rumbo a Indios Verdes hasta llegar a Ecatepec, de ahí, continua por la autopista núm. 132 hacia Tulancingo–Pirámides, y sigue hasta encontrar el poblado.
Desde Pachuca puedes tomar la carretera núm. 105 con rumbo a Venustiano Carranza, y seguir por la carretera núm. 132 hasta llegar al entronque a Santiago Tolman y de ahí a Acolman.

## Economía
El municipio depende principalmente del comercio, la agricultura, el turismo y la industria; es un municipio en vías de desarrollo. La cercanía con el municipio de Teotihuacán ha dado importantes beneficios al municipio de Acolman.

### Turismo
Dentro de los sitios de interés que pueden ser visitados en el Municipio, se encuentran el ex-convento de San Agustín o ex-convento de Acolman, el parque turístico La Rinconada, las cuevas de la Amistad y la exhacienda de San Antonio.
Otro de los eventos que ha propiciado el reconocimiento de Acolman como municipio donde surgieron las piñatas fue la celebración de una feria. Los interesados en estos festejos tienen que consultar el calendario de la misma, ya que difieren los días de su celebración. En 2016 se llevó a cabo del 16 al 20 de diciembre, siendo una fiesta artístico-cultural de música, danza, teatro, muestras gastronómicas y venta de artesanías. Todos estos eventos familiares se inician por la tarde: la parte cultural fundamental de esta feria es el concurso de la piñata tradicional, así como la elección de la reina de la feria por sus conocimientos sobre temas de historia, costumbres y tradiciones del municipio.

## Demografía

Tepexpan

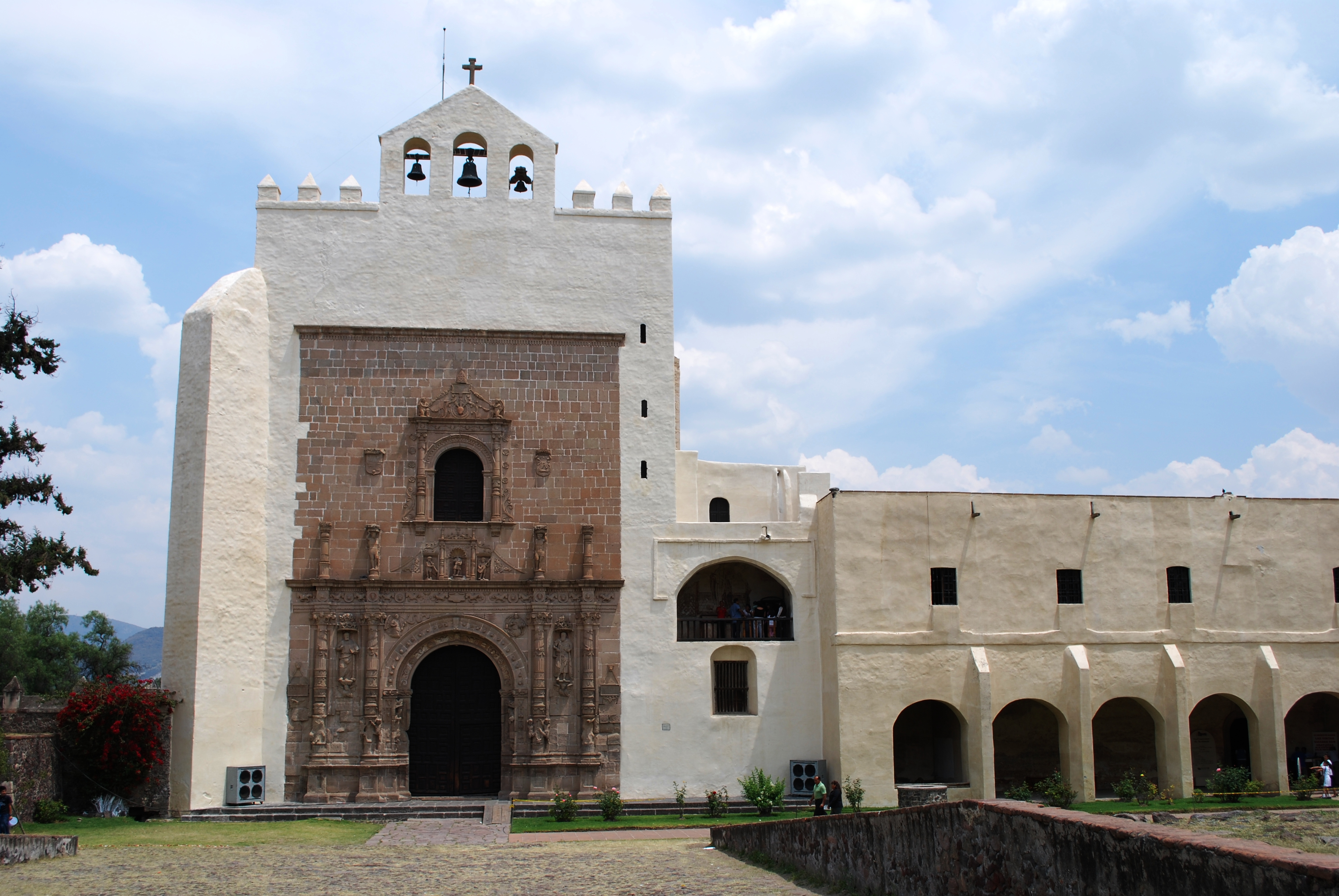
Acolman de Nezahualcóyotl

De los 171 507 habitantes del municipio, de los cuales 85 279 son mujeres y 86 228 son hombres, con una edad promedio de 15 a 25 años, lo que se considera como un municipio en edad joven. 
| Localidad                 | Población |
| Total del municipio       | 171,507   |
| Tepexpan                  | 120 778   |
| Santa Catarina Acolman    | 6708      |
| Acolman de Nezahualcóyotl | 6449      |
| San Bartolo               | 6148      |
| Prados de San Juan        | 5984      |
| Misión San Agustín        | 5561      |
| San Marcos Nepantla       | 5462      |
| San Miguel Xometla        | 5410      |
| San Pedro Tepetitlán      | 3605      |
| San Lucas Tepango         | 1390      |
| San José                  | 608       |

### Otras localidades
- San Mateo Chipiltepec
- San Miguel Totolcingo
- Santa María Acolman
- Tenango
- San Juanico
- San Francisco Zacango
- Los Ángeles
- Las Brisas
- Real Del Valle
- Granjas Familiares Acolman
- La Magdalena
- La Cruz
- Cuanalán
- Geovillas de Terranova  (Real del Valle)
- Benito Juárez (Cuanalán)
- Loma Bonita (Cuanalán)
- Santa María de Guadalupe (Cuanalán)
- Tetexcala (Cuanalán)
- Los Ángeles (Totolcingo)
- El Olivo (Totolcingo)
- Ampliación Los Ángeles (Totolcingo)
- Plan de Guadalupe (Totolcingo)
- Radio Faro (Totolcingo)
- La Laguna (Totolcingo)
- La Era (Totolcingo)
- Lázaro Cárdenas (Totolcingo)
- Santa Cruz (Totolcingo)
- Las Brisas (Totolcingo)
- San Bartolo Chico (San Bartolo)
- La Concepción (Xometla)
- Quinta Las Flores (Xometla)
- Pilares (San Mateo Chipiltepec)
- Loma Linda (San Mateo Chipiltepec)
- San José (San Bartolo)
- Lomas de Santa Catarina (Santa Catarina)
- Emiliano Zapata (Santa Catarina)
- Los Reyes (San Juanico)
- Prados de San Juan (Ejido Santa María Chiconautla, Acolman)
- Guerrero (Ejido Santa María Chiconautla, Acolman)
- Pirules (Ejido Santa María Chiconautla, Acolman)

## Fraccionamientos, conjuntos urbanos y unidades habitacionales
- Fraccionamiento STUNAM
- Fraccionamiento Granjas Familiares Acolman.
- Conjunto Urbano de Real del valle.
- Conjunto Urbano de Geovillas de Terranova.
- Conjunto Urbano Misión San Agustín (Ejido de Santa Catarina y Tenango)
- Unidad habitacional La Gitana (Santa Catarina)
- Unidad habitacional La Lagunilla (Santa Catarina).
- Unidad habitacional San Martín (STUNAM).
- Unidad habitacional Los Pinos (Acolman, Cabecera).
- Unidad habitacional La Lola (Tepexpan)
- Unidad habitacional La Virgen (Acolman, Cabecera).
- Fraccionamiento Residencial Privadas de Santa Catarina

## Cultura
El 6 de enero, se conmemora la erección del municipio, y se realiza una ceremonia cívica además de una fiesta popular.
En la Semana Santa, se lleva a cabo la representación de la Pasión de Cristo en el pueblo de Tepexpan.
Durante la fiesta patronal, se queman fuegos artificiales, la música y la comida están siempre presente, en la noche la presentación de grupos en vivo cierra las celebraciones.
En el pueblo de Cuanalan, ocho días después del Miércoles de Ceniza, se lleva a cabo el muy tradicional carnaval, que es un colorido festival en el que todo el pueblo participa. Los principales protagonistas son los Richos, figura central del carnaval, una caricatura de la clase alta hombres con barbas coloridas y trajes muy elegantes con levitas a juego con su tradicional careta de cera, acompañados de parejas que son igual de singulares y que representan la fiesta y el jolgorio mexicano. Esta tradición proviene del siglo XX, ya que en esa época, la burguesía paseaba por las calles con atuendos finos (sombrillas, guantes, alhajas, etcétera), presumiendo y despreciando a la gente común. Hoy la fiesta tiene como objetivo mofarse de aquella gente. Hay reinas del carnaval, y la noche del martes se hace el recorrido de los carnavalescos por todo el pueblo, se lleva a cabo la quema del mal humor, un muñeco disfrazado de político, o figura pública. Y al finalizar se realiza el gran baile del carnaval con música en vivo, para todos los gustos.
El "baile de los platos" (Xochipitzahuatl), un baile tradicional del poblado de Cuanalan, es el baile por excelencia en las bodas, en el que, en compañía de un ritmo singular, acompañado de alguna de las tradicionales danzoneras de Cuanalan, también conocido en la región como pueblo de músicos, que ameniza la celebración, los padrinos y los novios se colocan en el centro de la pista, mientras las personas que prepararon los alimentos para el festejo bailan con alguno de los platillos degustarlos en la fiesta (arroz, tamales de ombligo, carne, mole, bebidas, arreglos florares entre otros), una fila de hombres y una de mujeres, bailando alrededor de los novios y de los padrinos de velación, todos bailando al ritmo de una melodía única y bien conocida por los pobladores. A la cabeza de la fila la cocinera principal carga un guajolote vivo, así como la persona que se encargó de cocinar la carne, carga la cabeza del cerdo o borrego que los asistentes degustaron. Al término del baile, toda la comida que se bailó, en ofrenda al matrimonio, se da a los padrinos, ellos, al mismo tiempo, lo intercambian por latas de aluminio rellenos de monedas y los participantes continúan el baile, de la misma manera, pero ahora acompañados por el sonido que provocan las monedas dentro de las latas. Es un singular baile que nunca debe faltar en una tradicional boda en el poblado de Cuanalan.
El 3 de mayo, se celebra una de las fiestas más grandes del municipio: la fiesta en honor del Señor de Gracias, una imagen no autóctona venerada en la Parroquia de Santa María Magdalena. Se cuentan muchas historias sobre la llegada de la misma, pero por versiones cronológicas del sitio, se dice, ha llegado en peregrinación desde algún lugar ubicado en el extremo norte de la sierra de Puebla con dirección al centro de la Ciudad de México, con fines de reparación. Al pasar por el lugar, una tormenta azota la zona, y obliga a los peregrinos a resguardarse mientras pasa el temporal. Ante la inminente partida, la imagen se volvió cada vez más pesada. Al descubrirla del manto que la envolvía para evitar dañarla más, los peregrinos encontraron la imagen reparada.
El 5 de mayo, se celebra la Batalla de Puebla en la cabecera municipal, con la recreación del enfrentamiento entre mexicanos y franceses armados con escopetas, fiesta en la que se reúne la mayor parte de la población.[cita requerida]
El 10 de septiembre, es la fiesta de San Nicolás, que se celebra con danzas de concheros, arrieros, contradanza, pastores, inditos y tecomates, música, juegos pirotécnicos y feria.[cita requerida]
El 29 de septiembre, se celebra a San Miguel Arcángel, en la población de Xometla, con fuegos artificiales y una feria.
El 20 de noviembre, se realiza una fiesta tanto cívica como popular, que es acompañada con desfiles y bailes.
El 12 de diciembre, es la fiesta en honor a la Virgen de Guadalupe en el poblado de San Mateo Chipiltepec, ya que su iglesia es un templo de la virgen de Guadalupe, el cual alberga miles de peregrinos en la primera semana de diciembre. Se baila la danza de las varas, se presentan procesiones, música, juegos pirotécnicos y feria.
Del 16 al 24 de diciembre, se lleva a cabo la Feria de la Posada y la Piñata, pues se cree que en Acolman nacieron las muy mexicanas posadas navideñas, donde se hacen bailes populares y concursos.
Aunque actualmente es posible conseguir piñatas de barro en diferentes poblaciones y ciudades a lo largo de la República, Acolman conserva una historia especial, y por ello realiza la Feria de la Piñata.[cita requerida]

### Patrimonio

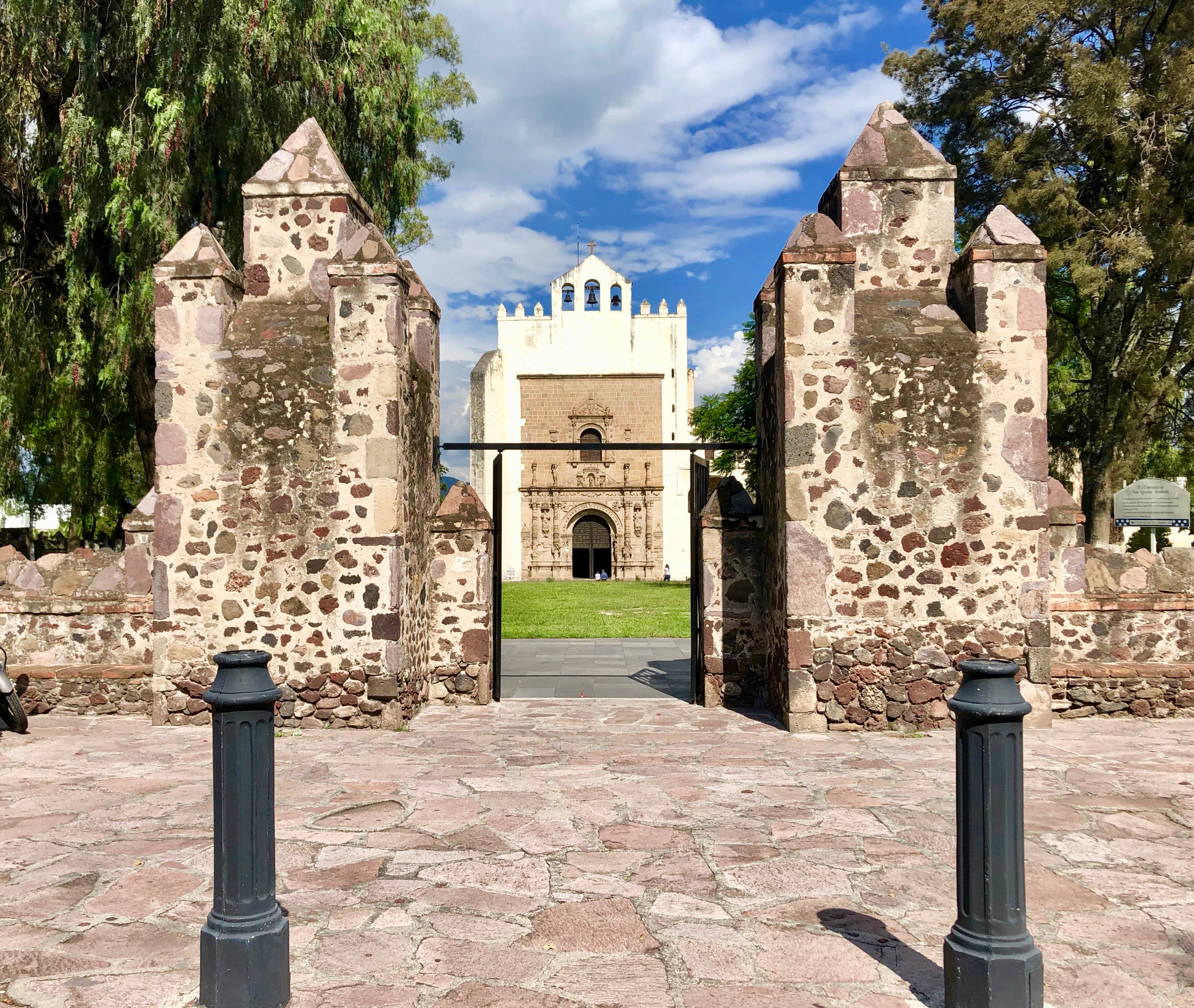
Entrada principal del ex convento de Acolman.

Es una de las joyas más notables del siglo XVI, por la singularidad y el laborioso detalle y construcción. Fue edificado por los frailes agustinos entre 1539 y 1560 siguiendo el prototipo de fortaleza, característico del siglo XVI. La fachada principal es una de las muestras más representativas del arte plateresco de la época, por la belleza de sus columnas y de los detalles decorativos en el friso y en el arco de la puerta. En el interior de este recinto te sorprenderá la altura de sus muros; la nave conserva vestigios de algunos retablos barrocos del siglo XVII y XVIII, tallados en madera y estofados en hoja de oro, tienen una exuberante decoración vegetal, figuras de personajes celestiales y esculturas de angelitos. En el presbiterio advertirás interesantes muestras de pinturas murales con imágenes de santos, sacerdotes y papas con el hábito agustino.
Del lado izquierdo se encuentra la Capilla Abierta, de pequeñas dimensiones, construida en el primer piso del convento, la pintura mural de Santa Catarina.
El convento anexo cuenta con dos claustros: El Claustro Chico , de arquitectura sencilla, construido en piedra con una cruz al centro y el anagrama de Jesús labrado en piedra, además de escenas de la infancia de Jesús en pintura mural.
El Claustro Grande exhibe una maravillosa arquitectura del mismo estilo plateresco, con columnas de tipo isabelino.
En los espacios entre los arcos del claustro bajo puede verse una serie de grabados en piedra con escenas alusivas a la Pasión de Cristo, escudo agustino y anagramas de María y Jesús.

#### Museo Virreinal
Museo desde 1921, se encuentra en el Ex convento de San Agustín, anteriormente sólo tenía exposición en la antigua portería, la cocina, el refectorio y el anterefectorio. Estaba dividido en tres salas que daban una explicación sobre la construcción de esta obra arquitectónica, de la vida de los monjes en el convento y del acervo de pinturas y objetos religiosos. Sin duda la tercera sala es la más completa debido a la riqueza artística que podías ver: objetos y muebles de uso religioso de distintos siglos; mantos, ajuares y vestimentas de uso eclesiástico, algunos bordados con hilo de oro y plata bajo la técnica del brocado en seda; hermosas esculturas de los siglos XVI, XVIII y XIX, una de ellas hecha en pasta de caña y otras más, talladas en madera estofada y policromada. Y por si esto te parece poco, hay pinturas al óleo sobre tela que representan las escenas del Paraíso y de la Pasión, y otras pinturas al óleo pero sobre lámina de cobre y lámina de cartón.

#### Museo de Tepexpan
La gran riqueza histórica y cultural de Acolman puede rastrearse en su territorio desde la prehistoria, gracias a los restos del llamado hombre de Tepexpan, descubiertos por Helmut de Terra el 22 de febrero de 1947. La primera datación de este fósil sugirió 10 mil años de antigüedad. No obstante, a mediados de la década de los 80 se hicieron nuevos estudios para fechar por carbono 14 estos restos. Los resultados arrojaron una edad cercana a los dos mil años, es decir, desacreditaron el hallazgo; es más, estos estudios del doctor Santiago Genovés, publicados con el título de “Revaluations of Age, Stature and Sex of the Tepexpan remains”, también revelaron que los restos óseos pertenecían a una mujer. Ante los resultados contradictorios de ambos estudios, nuevas indagatorias demostraron que la muestra se alteró desde el momento mismo de su hallazgo, pues se le aplicaron muchos materiales para preservarla, es decir, se contaminó con elementos modernos, de ahí que la nueva datación arrojara una fecha tan “reciente".
En el marco del III Simposio Internacional “El hombre temprano en América”, Silvia González, geoarqueóloga de la Liverpool John Moores University, de Inglaterra, dio a conocer el resultado del fechamiento que se practicó al fósil del hombre de Tepexpan con series de uranio: los restos son de hombre y tienen en promedio 6 mil años de antigüedad. Por otra parte, este descubrimiento motivó que el antropólogo físico Arturo Romano, apoyado por el arqueólogo Luis Aveleyra, propusiera la construcción de un museo de sitio, en el lugar exacto donde fueron encontrados los restos óseos del hombre de Tepexpan, “con el objetivo de difundir el estudio científico de la prehistoria y al hombre más vetusto de México”.
Este museo, inaugurado en febrero de 1958, se ubica en la carretera México-Teotihuacán, km 32, cuenta con una colección paleontológica y lítica, conformada por restos óseos de animales y humanos, así como herramientas de piedra que fueron encontradas en el sitio.

#### Antigua estación de ferrocarriles de Acolman
Estación edificada sobre la línea troncal México-Veracruz del Ferrocarril Mexicano, que fue inaugurada en enero de 1883. A fines de 1863, estaban terminadas las secciones: de Veracruz a la Soledad y de México a La Villa, y se hallaban en construcción pequeñas secciones de La Villa a Teotihuacán. El 1 de agosto de 1866 fue abierta al servicio público, la línea entre México y Apan, pasando por la estación de Tepexpan.

### Artesanías
Este municipio es conocido como "la cuna de las piñatas". Una tradición que data de 420 años atrás.

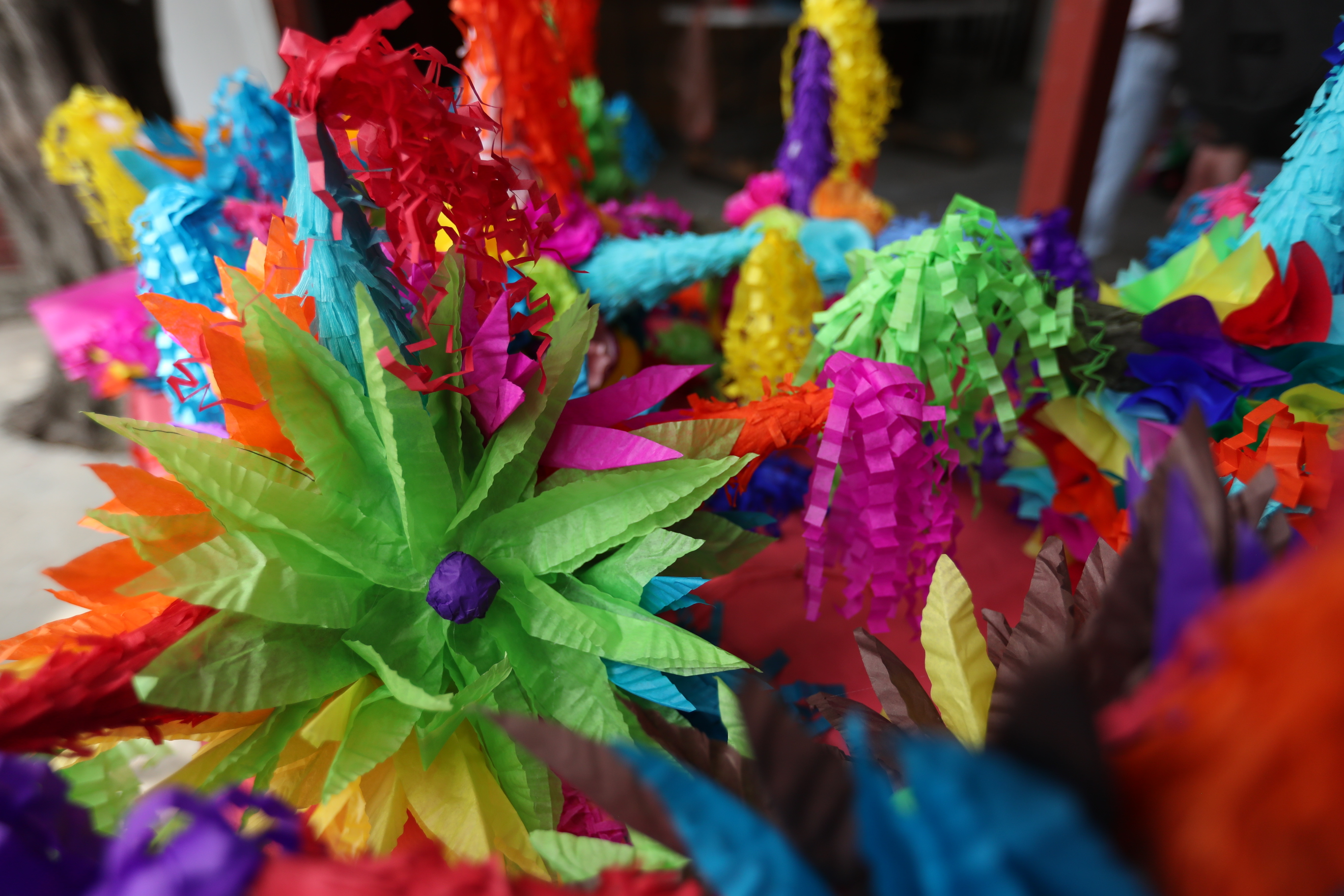
Piñatas tradicionales

Fabricadas con ollas de barro y papel de vibrantes colores, esta tradición cobra vida, como fue por primera vez en el ex convento de San Agustín.
Otras artesanías que son elaboradas en estos talleres, y deben se mencionadas, son las piezas tejidas de canutillo, los sombreritos y diversos objetos en miniatura. Los títeres hechos de látex y tallados en madera, así como las figuras de ónix, obsidiana y jade, materias primas propias de la zona.

### Museos y Centros Culturales
El municipio cuenta con distintas bibliotecas y espacios culturales para la recreación e información de la población, como la Casa de Cultura ''Aculmaitl'' Real del Valley las siguientes bibliotecas: 
•Aculmaitl 
•La Flor del Conocimiento 
•José Vasconcelos
•Amado Nervo
•Luis Barrera Flores
•El Centro del Saber
•Agustín Melgar
•Casa sobre Piedra
•San Bartolo
•Sor Juana Inés de la Cruz
•Ricardo Flores Magón
Entre los museos, el municipio cuenta con los siguientes espacios:
•Museo Virreinal de Acolman
•Antigua estación del Ferrocarril, Tepexpan
•Museo de Tepexpan
Dentro de la parte histórica del municipio de Acolman, se encuentra el Ex Convento de San Agustín Acolman, considerado como uno de los monumentos principales e importantes de la localidad.

## Hermanamientos
La ciudad de Acolman tiene hermanamientos con las ciudades alrededor del mundo:
- Mettmann, Alemania (2005)[26]
- Delegación Xochimilco, México (2019)[27]